# Pinguicula leptoceras
Pinguicula leptoceras – gatunek rośliny należący do rodziny pływaczowatych. Występuje endemicznie w Alpach.

## Morfologia
PokrójRoślina o wysokości od 4 do 10 cm.
LiścieSkupione w gęstą rozetę. Bezogonkowe, odziomkowe, o długości 2–3,3 cm, owalne lub podługowate, z wywiniętym brzegiem. Do lepkiej powierzchni liścia przyklejają się owady, które są trawione. Z centrum rozety wyrasta smukły pęd z pojedynczym kwiatem.
KwiatyKielich kwiatu ma ok. 5 mm długości, jest nieregularnie dwułatkowy; korona ma długość od 2 do 3 cm, jest koloru lila z białymi plamami w gardzieli i posiada wygiętą w tył ostrogę. Warga górna jest dwułatkowa, dolna – trójłatkowa, z łatkami zaokrąglonymi i lekko zachodzącymi na siebie.
OwoceJajowata torebka, nieznacznie wystająca poza kielich.

## Biologia i ekologia
Jest to trawiąca owady bylina. Rośnie w miejscach wilgotnych, na źródliskach, torfowiskach i łąkach wilgotnych, przeważnie na podłożu krzemianowym. Występuje na wysokościach od 500 do 2500 m n.p.m.